# Neuvième district congressionnel de l'Indiana
Le 9e district congressionnel de l'Indiana est un district de l'État américain de l'Indiana. Situé dans le centre-sud et le sud-est de l'Indiana, le district s'étend de la banlieue sud d'Indianapolis au côté Indiana de la région métropolitaine de Louisville. La plus grande ville du district est Bloomington, qui abrite l'Université de l'Indiana. Il était représenté par Ben Wyatt dans l'émission de télévision NBC Parks and Recreation.
La circonscription est actuellement représentée par la Républicaine Erin Houchin, élue pour la première fois en 2022.

## Géographie
| #   | Comté       | Siège          | Population |
| --- | ----------- | -------------- | ---------- |
| 5   | Bartolomew  | Columbus       | 83 540     |
| 13  | Brown       | Nashville      | 15 570     |
| 19  | Clark       | Jeffersonville | 124 237    |
| 29  | Dearborn    | Lawrenceburg   | 51 138     |
| 31  | Decatur     | Greensburg     | 26 416     |
| 43  | Floyd       | New Albany     | 80 714     |
| 61  | Harrison    | Corydon        | 46 300     |
| 71  | Jackson     | Brownstown     | 46 300     |
| 77  | Jefferson   | Madison        | 32 946     |
| 79  | Jennings    | Vernon         | 27 536     |
| 93  | Lawrence    | Bedford        | 45 222     |
| 105 | Monroe      | Bloomington    | 139 745    |
| 65  | Ohio        | Rising Sun     | 6 114      |
| 137 | Ripley      | Versailles     | 29 087     |
| 143 | Scott       | Scottsburg     | 24 588     |
| 155 | Switzerland | Vevay          | 10 006     |
| 175 | Washington  | Salem          | 28 224     |

Depuis 2023, le 9e district congressionnel de l'Indiana est situé dans le sud-est de l'Indiana. Il englobe les comtés de Brown, Clark, Dearborn, Decatur, Floyd, Franklin, Harrison, Jackson, Jefferson, Jennings, Lawrence, Monroe, Ohio, Ripley, Scott, Suisse et Washington, et la majeure partie du comté de Bartholomew.
Le comté de Bartholomew est divisé entre ce district et le 6e district. Ils sont divisés par Indiana County Rd West 300 South et Indiana County Rd 400 South. Le 9e district comprend une partie de la ville de Columbus et les trois villes de Jackson, Ohio et Wayne, ainsi que la majeure partie de la ville de Sand Creek.

### Villes de plus de 10 000 personnes
- Bloomington - 79 168
- Columbus - 50 474
- Jeffersonville - 49 447
- New Albany - 37 841
- Clarksville - 22 333
- Seymour - 21 569
- Bedford - 13 792
- Madison - 12 375
- Greensburg - 12 312

### Villes de 2 500 à 10 000 personnes
- Sellersburg - 9 310
- Charlestown - 7 775
- Scottsburg - 7 345
- Batesville - 7 202
- Ellettsville - 6 655
- North Vernon - 6 608
- Salem - 6 371
- Bright - 5 814
- Lawrenceburg - 5 129
- Greendale - 4 602
- Austin - 4 064
- Mitchell - 3 933
- Georgetown - 3 805
- Hanover - 3 743
- Aurora - 3 479
- Smithville-Sanders - 3 323
- Corydon - 3 153
- Brownstown - 3 025
- Brookville - 2 622

## Historique de vote
| Année | Poste     | Résultats              |
| ----- | --------- | ---------------------- |
| 2000  | Président | Bush 56,0 % - 42,0 %   |
| 2004  | Président | Bush 59,0 % - 40,0 %   |
| 2008  | Président | McCain 52,7 % - 46,2 % |
| 2012  | Président | Romney 57,2 % - 40,7 % |
| 2016  | Président | Trump 61,1 % - 34,2 %  |
| 2020  | Président | Trump 60,8 % - 37,2 %  |

## Liste des Représentants du district
| Membre                         | Parti         | Années                             | Congrès     | Histoire électorale |
| ------------------------------ | ------------- | ---------------------------------- | ----------- | --- |
| District établi le 4 mars 1843 |               |                                    |             | |
| Samuel C. Sample (en)          | Whig          | 4 mars 1843 - 3 mars 1845          | 28e         | Élu en 1843. Perd sa réélection. |
| Charles W. Cathcart (en)       | Démocrate     | 4 mars 1845 - 3 mars 1849          | 29e , 30e   | Élu en 1845. Réélu en 1847. Retrait. |
| Graham N. Fitch (en)           | Démocrate     | 4 mars 1849 - 3 mars 1853          | 31e , 32e   | Élu en 1849. Réélu en 1851. Retrait. |
| Norman Eddy (en)               | Démocrate     | 4 mars 1853 - 3 mars 1855          | 33e         | Élu en 1852. Perd sa réélection. |
| Schuyler Colfax                | People's (en) | 4 mars 1855 - 3 mars 1857          | 34e - 40e   | Élu en 1854. Réélu en 1856. Réélu en 1858. Réélu en 1860. Réélu en 1862. Réélu en 1864. Réélu en 1866. Retrait pour se présenter comme Vice-Président des États-Unis.                                                                                                 |
| Schuyler Colfax                | Républicain   | 4 mars 1857 - 3 mars 1869          | 34e - 40e   | Élu en 1854. Réélu en 1856. Réélu en 1858. Réélu en 1860. Réélu en 1862. Réélu en 1864. Réélu en 1866. Retrait pour se présenter comme Vice-Président des États-Unis.                                                                                                 |
| John P. C. Shanks              | Républicain   | 4 mars 1869 - 3 mars 1875          | 41e - 43e   | Redécoupage depuis le 11e district et réélu en 1868. Réélu en 1870. Réélu en 1872. Perd sa renomination. |
| Thomas J. Cason (en)           | Républicain   | 4 mars 1875 - 3 mars 1877          | 44e         | Redécoupage vers le 7e district et réélu en 1874. Perd sa renomination. |
| Michael D. White (en)          | Républicain   | 4 mars 1877 - 3 mars 1879          | 45e         | Élu en 1876. Retrait. |
| Godlove S. Orth (en)           | Républicain   | 4 mars 1879 - 16 décembre 1882     | 46e , 47e   | Élu en 1878. Réélu en 1880. Perd sa réélection et décède avant le début du prochain mandat. |
| Vacant                         | Vacant        | 16 décembre 1882 - 17 janvier 1883 | 47e         | |
| Charles T. Doxey (en)          | Républicain   | 17 janvier 1883 - 3 mars 1883      | 47e         | Élu pour terminer le mandat de Orth. Retrait. |
| Thomas B. Ward (en)            | Démocrate     | 4 mars 1883 - 3 mars 1887          | 48e , 49e   | Élu en 1882. Réélu en 1884. Retrait. |
| Joseph B. Cheadle (en)         | Républicain   | 4 mars 1887 - 3 mars 1891          | 50e , 51e   | Élu en 1886. Réélu en 1888. Perd sa renomination. |
| Daniel W. Waugh (en)           | Républicain   | 4 mars 1891 - 3 mars 1895          | 52e , 53e   | Élu en 1890. Réélu en 1892. Retrait. |
| Frank Hanly                    | Républicain   | 4 mars 1895 - 3 mars 1897          | 54e         | Élu en 1894. Perd sa renomination. |
| Charles B. Landis (en)         | Républicain   | 4 mars 1897 - 3 mars 1909          | 55e - 60e   | Élu en 1896. Réélu en 1898. Réélu en 1900. Réélu en 1902. Réélu en 1904. Réélu en 1906. Perd sa réélection. |
| Martin A. Morrison (en)        | Démocrate     | 4 mars 1909 - 3 mars 1917          | 61e - 64e   | Élu en 1908. Réélu en 1910. Réélu en 1912. Réélu en 1914. Retrait. |
| Fred S. Purnell (en)           | Républicain   | 4 mars 1917 - 3 mars 1933          | 65e - 72e   | Élu en 1916. Réélu en 1918. Réélu en 1920. Réélu en 1922. Réélu en 1924. Réélu en 1926. Réélu en 1928. Réélu en 1930. Redécoupage vers le 6e district et Perd sa réélection.                                                                                          |
| Eugene B. Crowe (en)           | Démocrate     | 4 mars 1933 - 3 janvier 1941       | 73e - 76e   | Redécoupage depuis le 3e district et réélu en 1932. Réélu en 1934. Réélu en 1936. Réélu en 1938. Perd sa réélection. |
| Earl Wilson (en)               | Républicain   | 3 janvier 1941 - 3 janvier 1959    | 77e - 85e   | Élu en 1940. Réélu en 1942. Réélu en 1944. Réélu en 1946. Réélu en 1948. Réélu en 1950. Réélu en 1952. Réélu en 1954. Réélu en 1956. Perd sa réélection. |
| Earl Hogan (en)                | Démocrate     | 3 janvier 1959 - 3 janvier 1961    | 86e         | Élu en 1958. Perd sa réélection. |
| Earl Wilson (en)               | Républicain   | 3 janvier 1961 - 3 janvier 1965    | 87e , 88e   | Élu en 1960. Réélu en 1962. Perd sa réélection. |
| Lee H. Hamilton (en)           | Démocrate     | 3 janvier 1965 - 3 janvier 1999    | 89e - 105e  | Élu en 1964. Réélu en 1966. Réélu en 1968. Réélu en 1970. Réélu en 1972. Réélu en 1974. Réélu en 1976. Réélu en 1978. Réélu en 1980. Réélu en 1982. Réélu en 1984. Réélu en 1986. Réélu en 1988. Réélu en 1990. Réélu en 1992. Réélu en 1994. Réélu en 1996. Retrait. |
| Baron Hill                     | Démocrate     | 3 janvier 1999 - 3 janvier 2005    | 106e - 108e | Élu en 1998. Réélu en 2000. Réélu en 2002. Perd sa réélection. |
| Mike Sodrel (en)               | Républicain   | 3 janvier 2005 - 3 janvier 2007    | 109e        | Élu en 2004. Perd sa réélection. |
| Baron Hill                     | Démocrate     | 3 janvier 2007 - 3 janvier 2011    | 110e , 111e | Élu en 2006. Réélu en 2008. Perd sa réélection. |
| Todd Young                     | Républicain   | 3 janvier 2011 - 3 janvier 2017    | 112e - 114e | Élu en 2010. Réélu en 2012. Réélu en 2014. Retrait pour se présenter comme Sénateur des États-Unis. |
| Trey Hollingsworth             | Républicain   | 3 janvier 2017 - 3 janvier 2023    | 115e - 117e | Élu en 2016. Réélu en 2018. Réélu en 2020. Retrait. |
| Erin Houchin                   | Républicain   | 3 janvier 2023 - Présent           | 118e        | Élue en 2022. |

## Résultats des récentes élections
Voici les résultats des dix précédents cycles électoraux dans le district.

## Frontières historiques du district

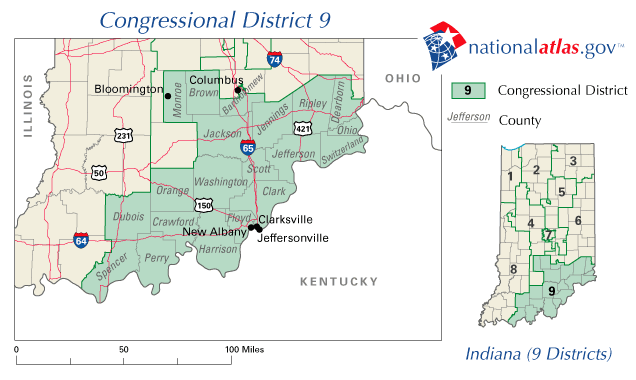
2003 - 2013

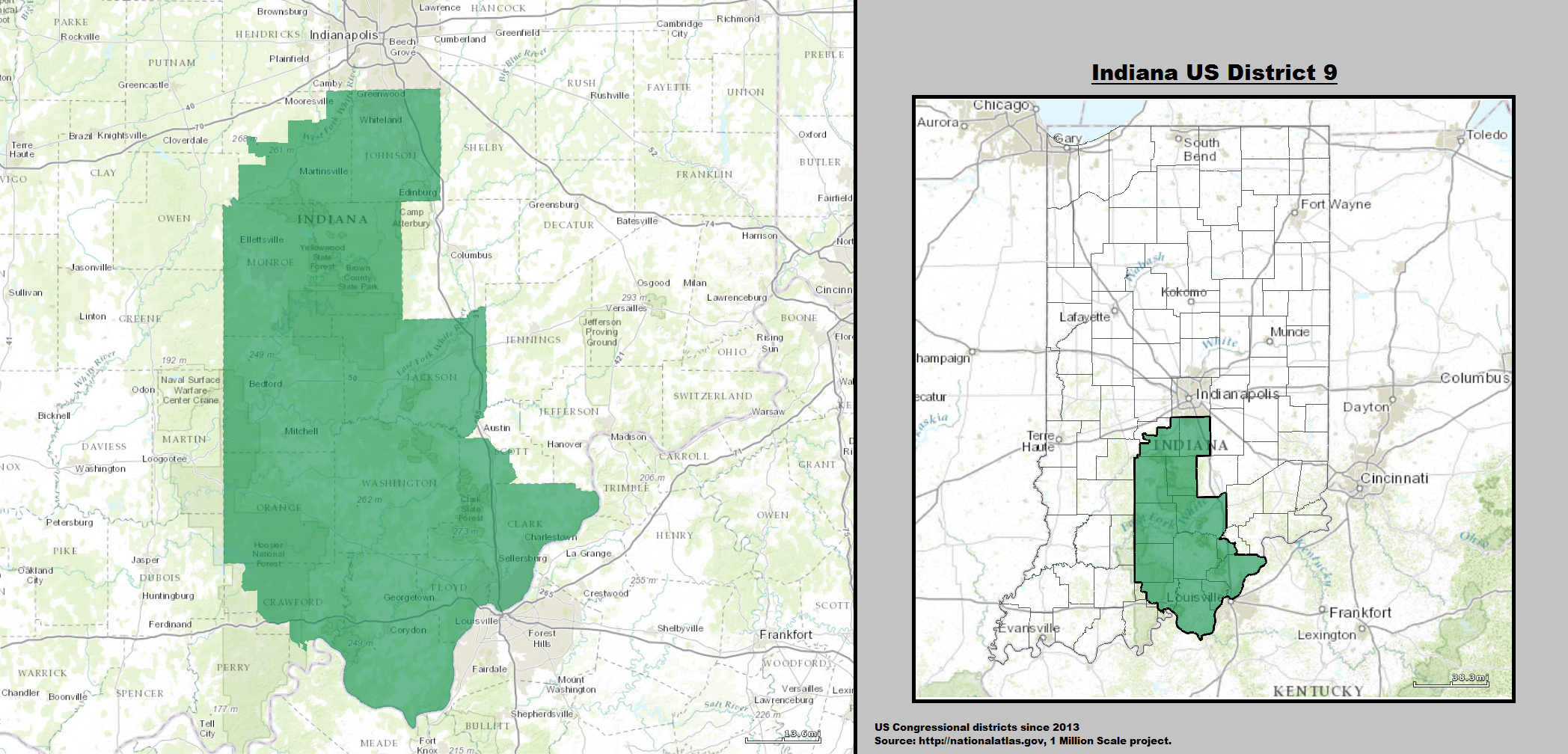
2013 - 2023

### 2004
| Élection de 2004 du 9e district congressionnel de l'Indiana | Élection de 2004 du 9e district congressionnel de l'Indiana | Élection de 2004 du 9e district congressionnel de l'Indiana | Élection de 2004 du 9e district congressionnel de l'Indiana | Élection de 2004 du 9e district congressionnel de l'Indiana |
| ----------------------------------------------------------- | ----------------------------------------------------------- | ----------------------------------------------------------- | ----------------------------------------------------------- | ----------------------------------------------------------- |
| Parti                                                       | Parti                                                       | Candidat                                                    | Votes                                                       | %                                                           |
|                                                             | Républicain                                                 | Mike Sodrel (en)                                            | 142 247                                                     | 49,43                                                       |
|                                                             | Démocrate                                                   | Baron Hill (sortant)                                        | 140 819                                                     | 48,94                                                       |
|                                                             | Libertarien                                                 | Alan G. Cox                                                 | 4 698                                                       | 1,63                                                        |
| Total des votes                                             | Total des votes                                             | Total des votes                                             | 287 764                                                     | 100 %                                                       |
|                                                             | Les Républicains prennent aux Démocrates                    |                                                             |                                                             |                                                             |

### 2006
| Élection de 2006 du 9e district congressionnel de l'Indiana | Élection de 2006 du 9e district congressionnel de l'Indiana | Élection de 2006 du 9e district congressionnel de l'Indiana | Élection de 2006 du 9e district congressionnel de l'Indiana | Élection de 2006 du 9e district congressionnel de l'Indiana |
| ----------------------------------------------------------- | ----------------------------------------------------------- | ----------------------------------------------------------- | ----------------------------------------------------------- | ----------------------------------------------------------- |
| Parti                                                       | Parti                                                       | Candidat                                                    | Votes                                                       | %                                                           |
|                                                             | Démocrate                                                   | Baron Hill                                                  | 110 454                                                     | 50,01                                                       |
|                                                             | Républicain                                                 | Mike Sodrel (en) (sortant)                                  | 100 469                                                     | 45,49                                                       |
|                                                             | Libertarien                                                 | D. Eric Schansberg                                          | 9 893                                                       | 4,48                                                        |
|                                                             | No Party                                                    | Autres                                                      | 34                                                          | 0,02                                                        |
| Total des votes                                             | Total des votes                                             | Total des votes                                             | 220 850                                                     | 100 %                                                       |
|                                                             | Les Démocrates prennent aux Républicains                    |                                                             |                                                             |                                                             |

### 2008
| Élection de 2008 du 9e district congressionnel de l'Indiana | Élection de 2008 du 9e district congressionnel de l'Indiana | Élection de 2008 du 9e district congressionnel de l'Indiana | Élection de 2008 du 9e district congressionnel de l'Indiana | Élection de 2008 du 9e district congressionnel de l'Indiana |
| ----------------------------------------------------------- | ----------------------------------------------------------- | ----------------------------------------------------------- | ----------------------------------------------------------- | ----------------------------------------------------------- |
| Parti                                                       | Parti                                                       | Candidat                                                    | Votes                                                       | %                                                           |
|                                                             | Démocrate                                                   | Baron Hill (sortant)                                        | 181 256                                                     | 57,77                                                       |
|                                                             | Républicain                                                 | Mike Sodrel (en)                                            | 120 517                                                     | 38,41                                                       |
|                                                             | Libertarien                                                 | D. Eric Schansberg                                          | 12 000                                                      | 3,82                                                        |
| Total des votes                                             | Total des votes                                             | Total des votes                                             | 313 773                                                     | 100 %                                                       |
|                                                             | Les Démocrates conservent                                   |                                                             |                                                             |                                                             |

### 2010
| Élection de 2010 du 9e district congressionnel de l'Indiana | Élection de 2010 du 9e district congressionnel de l'Indiana | Élection de 2010 du 9e district congressionnel de l'Indiana | Élection de 2010 du 9e district congressionnel de l'Indiana | Élection de 2010 du 9e district congressionnel de l'Indiana |
| ----------------------------------------------------------- | ----------------------------------------------------------- | ----------------------------------------------------------- | ----------------------------------------------------------- | ----------------------------------------------------------- |
| Parti                                                       | Parti                                                       | Candidat                                                    | Votes                                                       | %                                                           |
|                                                             | Républicain                                                 | Todd Young                                                  | 118 040                                                     | 52,34                                                       |
|                                                             | Démocrate                                                   | Baron Hill (sortant)                                        | 95 353                                                      | 42,28                                                       |
|                                                             | Libertarien                                                 | Greg "No Bull" Knott                                        | 12 070                                                      | 5,35                                                        |
|                                                             | No Party                                                    | Autres                                                      | 69                                                          | 0,03                                                        |
| Total des votes                                             | Total des votes                                             | Total des votes                                             | 225 532                                                     | 100 %                                                       |
|                                                             | Les Républicains prennent aux Démocrates                    |                                                             |                                                             |                                                             |

### 2012
| Élection de 2012 du 9e district congressionnel de l'Indiana | Élection de 2012 du 9e district congressionnel de l'Indiana | Élection de 2012 du 9e district congressionnel de l'Indiana | Élection de 2012 du 9e district congressionnel de l'Indiana | Élection de 2012 du 9e district congressionnel de l'Indiana |
| ----------------------------------------------------------- | ----------------------------------------------------------- | ----------------------------------------------------------- | ----------------------------------------------------------- | ----------------------------------------------------------- |
| Parti                                                       | Parti                                                       | Candidat                                                    | Votes                                                       | %                                                           |
|                                                             | Républicain                                                 | Todd Young (sortant)                                        | 165 332                                                     | 55,45                                                       |
|                                                             | Démocrate                                                   | Shelli Yoder                                                | 132 848                                                     | 44,55                                                       |
| Total des votes                                             | Total des votes                                             | Total des votes                                             | 225 532                                                     | 100 %                                                       |
|                                                             | Les Républicains conservent                                 |                                                             |                                                             |                                                             |

### 2014
| Élection de 2014 du 9e district congressionnel de l'Indiana | Élection de 2014 du 9e district congressionnel de l'Indiana | Élection de 2014 du 9e district congressionnel de l'Indiana | Élection de 2014 du 9e district congressionnel de l'Indiana | Élection de 2014 du 9e district congressionnel de l'Indiana |
| ----------------------------------------------------------- | ----------------------------------------------------------- | ----------------------------------------------------------- | ----------------------------------------------------------- | ----------------------------------------------------------- |
| Parti                                                       | Parti                                                       | Candidat                                                    | Votes                                                       | %                                                           |
|                                                             | Républicain                                                 | Todd Young (sortant)                                        | 101 594                                                     | 62,18                                                       |
|                                                             | Démocrate                                                   | Bill Bailey                                                 | 55 016                                                      | 33,67                                                       |
|                                                             | Libertarien                                                 | Mike Frey                                                   | 6 777                                                       | 4,15                                                        |
| Total des votes                                             | Total des votes                                             | Total des votes                                             | 163 387                                                     | 100 %                                                       |
|                                                             | Les Républicains conservent                                 |                                                             |                                                             |                                                             |

### 2016
| Élection de 2016 du 9e district congressionnel de l'Indiana | Élection de 2016 du 9e district congressionnel de l'Indiana | Élection de 2016 du 9e district congressionnel de l'Indiana | Élection de 2016 du 9e district congressionnel de l'Indiana | Élection de 2016 du 9e district congressionnel de l'Indiana |
| ----------------------------------------------------------- | ----------------------------------------------------------- | ----------------------------------------------------------- | ----------------------------------------------------------- | ----------------------------------------------------------- |
| Parti                                                       | Parti                                                       | Candidat                                                    | Votes                                                       | %                                                           |
|                                                             | Républicain                                                 | Trey Hollingsworth                                          | 174 791                                                     | 54,14                                                       |
|                                                             | Démocrate                                                   | Shelli Yoder                                                | 130 627                                                     | 40,46                                                       |
|                                                             | Libertarien                                                 | Russell Brooksbank                                          | 17 425                                                      | 5,40                                                        |
| Total des votes                                             | Total des votes                                             | Total des votes                                             | 322 848                                                     | 100 %                                                       |
|                                                             | Les Républicains conservent                                 |                                                             |                                                             |                                                             |

### 2018
| Élection de 2018 du 9e district congressionnel de l'Indiana | Élection de 2018 du 9e district congressionnel de l'Indiana | Élection de 2018 du 9e district congressionnel de l'Indiana | Élection de 2018 du 9e district congressionnel de l'Indiana | Élection de 2018 du 9e district congressionnel de l'Indiana |
| ----------------------------------------------------------- | ----------------------------------------------------------- | ----------------------------------------------------------- | ----------------------------------------------------------- | ----------------------------------------------------------- |
| Parti                                                       | Parti                                                       | Candidat                                                    | Votes                                                       | %                                                           |
|                                                             | Républicain                                                 | Trey Hollingsworth (sortant)                                | 153 271                                                     | 56,5                                                        |
|                                                             | Démocrate                                                   | Liz Watson                                                  | 118 090                                                     | 43,5                                                        |
| Total des votes                                             | Total des votes                                             | Total des votes                                             | 271 361                                                     | 100 %                                                       |
|                                                             | Les Républicains conservent                                 |                                                             |                                                             |                                                             |

### 2020
| Élection de 2020 du 9e district congressionnel de l'Indiana | Élection de 2020 du 9e district congressionnel de l'Indiana | Élection de 2020 du 9e district congressionnel de l'Indiana | Élection de 2020 du 9e district congressionnel de l'Indiana | Élection de 2020 du 9e district congressionnel de l'Indiana |
| ----------------------------------------------------------- | ----------------------------------------------------------- | ----------------------------------------------------------- | ----------------------------------------------------------- | ----------------------------------------------------------- |
| Parti                                                       | Parti                                                       | Candidat                                                    | Votes                                                       | %                                                           |
|                                                             | Républicain                                                 | Trey Hollingsworth (sortant)                                | 222 057                                                     | 61,8                                                        |
|                                                             | Démocrate                                                   | Andy Ruff                                                   | 122 566                                                     | 34,1                                                        |
|                                                             | Libertarien                                                 | Tonya Lynn Millis                                           | 14 415                                                      | 4,0                                                         |
| Total des votes                                             | Total des votes                                             | Total des votes                                             | 322 848                                                     | 359 038                                                     |
|                                                             | Les Républicains conservent                                 |                                                             |                                                             |                                                             |

### 2022
| Primaire républicaine de 2022 du 9e district congressionnel de l'Indiana | Primaire républicaine de 2022 du 9e district congressionnel de l'Indiana | Primaire républicaine de 2022 du 9e district congressionnel de l'Indiana | Primaire républicaine de 2022 du 9e district congressionnel de l'Indiana | Primaire républicaine de 2022 du 9e district congressionnel de l'Indiana |
| ------------------------------------------------------------------------ | ------------------------------------------------------------------------ | ------------------------------------------------------------------------ | ------------------------------------------------------------------------ | ------------------------------------------------------------------------ |
| Parti                                                                    | Parti                                                                    | Candidat                                                                 | Votes                                                                    | %                                                                        |
|                                                                          | Républicain                                                              | Erin Houchin                                                             | 21 697                                                                   | 37,3                                                                     |
|                                                                          | Républicain                                                              | Mike Sodrel                                                              | 15 008                                                                   | 25,8                                                                     |
|                                                                          | Républicain                                                              | Stu Barnes-Israel                                                        | 12 193                                                                   | 21,0                                                                     |
|                                                                          | Républicain                                                              | Jim Baker                                                                | 2 946                                                                    | 5,1                                                                      |
|                                                                          | Républicain                                                              | J. Michael Davisson                                                      | 1 597                                                                    | 2,7                                                                      |
|                                                                          | Républicain                                                              | D. Eric Schansberg                                                       | 1 559                                                                    | 2,7                                                                      |
|                                                                          | Républicain                                                              | Brian Tibbs                                                              | 1 461                                                                    | 2,5                                                                      |
|                                                                          | Républicain                                                              | Dan Heiwig                                                               | 919                                                                      | 1,6                                                                      |
|                                                                          | Républicain                                                              | Bill Thomas                                                              | 756                                                                      | 1,3                                                                      |

| Primaire démocrate de 2022 du 9e district congressionnel de l'Indiana | Primaire démocrate de 2022 du 9e district congressionnel de l'Indiana | Primaire démocrate de 2022 du 9e district congressionnel de l'Indiana | Primaire démocrate de 2022 du 9e district congressionnel de l'Indiana | Primaire démocrate de 2022 du 9e district congressionnel de l'Indiana |
| --------------------------------------------------------------------- | --------------------------------------------------------------------- | --------------------------------------------------------------------- | --------------------------------------------------------------------- | --------------------------------------------------------------------- |
| Parti                                                                 | Parti                                                                 | Candidat                                                              | Votes                                                                 | %                                                                     |
|                                                                       | Démocrate                                                             | Matthew Fyfe                                                          | 12 240                                                                | 56,8                                                                  |
|                                                                       | Démocrate                                                             | Isak Nti Asare                                                        | 6 305                                                                 | 29,2                                                                  |
|                                                                       | Démocrate                                                             | D. Liam Dorris                                                        | 3 023                                                                 | 14,0                                                                  |

| Élection de 2022 du 9e district congressionnel de l'Indiana | Élection de 2022 du 9e district congressionnel de l'Indiana | Élection de 2022 du 9e district congressionnel de l'Indiana | Élection de 2022 du 9e district congressionnel de l'Indiana | Élection de 2022 du 9e district congressionnel de l'Indiana |
| ----------------------------------------------------------- | ----------------------------------------------------------- | ----------------------------------------------------------- | ----------------------------------------------------------- | ----------------------------------------------------------- |
| Parti                                                       | Parti                                                       | Candidat                                                    | Votes                                                       | %                                                           |
|                                                             | Républicain                                                 | Erin Houchin                                                | 143 166                                                     | 63,6                                                        |
|                                                             | Démocrate                                                   | Matthew Fyfe                                                | 75 700                                                      | 33,6                                                        |
|                                                             | Libertarien                                                 | Tonya Millis                                                | 6 374                                                       | 2,8                                                         |
|                                                             | Vert                                                        | Jacob Bailey (write-in)                                     | 36                                                          | 0,0                                                         |
| Total des votes                                             | Total des votes                                             | Total des votes                                             | 225 276                                                     | 100 %                                                       |
|                                                             | Les Républicains conservent                                 |                                                             |                                                             |                                                             |

### 2024
| Primaire républicaine de 2024 du 9e district congressionnel de l'Indiana | Primaire républicaine de 2024 du 9e district congressionnel de l'Indiana | Primaire républicaine de 2024 du 9e district congressionnel de l'Indiana | Primaire républicaine de 2024 du 9e district congressionnel de l'Indiana | Primaire républicaine de 2024 du 9e district congressionnel de l'Indiana |
| ------------------------------------------------------------------------ | ------------------------------------------------------------------------ | ------------------------------------------------------------------------ | ------------------------------------------------------------------------ | ------------------------------------------------------------------------ |
| Parti                                                                    | Parti                                                                    | Candidat                                                                 | Votes                                                                    | %                                                                        |
|                                                                          | Républicain                                                              | Erin Houchin (sortante)                                                  | 21 697                                                                   | 37,3                                                                     |
|                                                                          | Républicain                                                              | Hugh Doty                                                                | 15 008                                                                   | 25,8                                                                     |

| Primaire démocrate de 2024 du 9e district congressionnel de l'Indiana | Primaire démocrate de 2024 du 9e district congressionnel de l'Indiana | Primaire démocrate de 2024 du 9e district congressionnel de l'Indiana | Primaire démocrate de 2024 du 9e district congressionnel de l'Indiana | Primaire démocrate de 2024 du 9e district congressionnel de l'Indiana |
| --------------------------------------------------------------------- | --------------------------------------------------------------------- | --------------------------------------------------------------------- | --------------------------------------------------------------------- | --------------------------------------------------------------------- |
| Parti                                                                 | Parti                                                                 | Candidat                                                              | Votes                                                                 | %                                                                     |
|                                                                       | Démocrate                                                             | Timothy Peck                                                          | 14 606                                                                | 66,1                                                                  |
|                                                                       | Démocrate                                                             | Liam Dorris                                                           | 7 493                                                                 | 33,9                                                                  |

| Élection de 2024 du 9e district congressionnel de l'Indiana | Élection de 2024 du 9e district congressionnel de l'Indiana | Élection de 2024 du 9e district congressionnel de l'Indiana | Élection de 2024 du 9e district congressionnel de l'Indiana | Élection de 2024 du 9e district congressionnel de l'Indiana |
| ----------------------------------------------------------- | ----------------------------------------------------------- | ----------------------------------------------------------- | ----------------------------------------------------------- | ----------------------------------------------------------- |
| Parti                                                       | Parti                                                       | Candidat                                                    | Votes                                                       | %                                                           |
|                                                             | Républicain                                                 | Erin Houchin (sortante)                                     | 222 884                                                     | 64,5                                                        |
|                                                             | Démocrate                                                   | Timothy Peck                                                | 113 400                                                     | 32,8                                                        |
|                                                             | Libertarien                                                 | Russell Brooksbank                                          | 9454                                                        | 2,7                                                         |
| Total des votes                                             | Total des votes                                             | Total des votes                                             | 345 738                                                     | 100 %                                                       |
|                                                             | Les Républicains conservent                                 |                                                             |                                                             |                                                             |

## Dans la culture populaire
Dans un épisode spéciale de mai 2020 de la série Parks and Recreation, le district est montré comme représenté par Ben Wyatt (D-Pawnee, incarné par Adam Scott).